# Толопило, Никита Владимирович
Никита Владимирович Толопило (бел. Мікіта Уладзіміравіч Талапіла; род. 6 апреля 2000, Минск, Беларусь ) — белорусский хоккейный вратарь клуба НХЛ «Ванкувер Кэнакс».
На высоком уровне Толопило начал играть с 2017 года за молодёжную сборную в белорусской экстралиге. В 2019 году перешёл в минское «Динамо», которое выступало в КХЛ. В столичном клубе провёл два сезона и отыграл в 9 матчах, параллельно выступая за фарм-клуб «Динамо-Молодечно» в экстралиге. В 2023 году подписал контракт с клубом НХЛ «Ванкувер Кэнакс» и был командирован в фарм-клуб «Абботсфорд Кэнакс». После травмы нескольких голкиперов основной команды был отозван в главную команду и смог попасть в заявку (первый белорусский вратарь в заявке клуба НХЛ).

## Биография
Никита Толопило родился 6 апреля 2000 года в Минске. Учился в Белорусском государственном педагогическом университете на факультете физического воспитания (специальность «Менеджмент в туризме»).
Его младший брат Максим Толопило (род. 7 мая 2003) — также хоккеист; играет с 2019 за различные белорусские и российские клубы.

## Спортивная карьера

### Ранние годы
Воспитывался в СДЮШОР БФСО «Динамо». Никита Толопило считается одним из самых одарённых голкиперов «динамовской» школы. С хоккеем его познакомил отец. В ворота хоккеиста поставил его первый тренер Артем Ботвенков. После победы в республиканском первенстве среди команд 2000 года рождения хоккеиста заметил один российский агент, который предложил ему поиграть в Европе. По итогу сезон 2015/2016 Толопило провёл в Швейцарии, где играл за семнадцатилетнюю команду клуба «Фрибур-Готтерон», в которой на тот момент работал Давид Эбишер. В том сезоне он был основным вратарём команды. По итогу команда заняла 6 место, а сам Толопило закончил регулярный сезон с коэффициентом надёжности 2,51, а плей-офф с 3,15. Покинуть Швейцарию пришлось не по хоккейным причинам и хоккеист вернулся в Беларусь, где выступал в юношеской (до 17 лет) и юниорской и сборных в высшей лиге чемпионата Беларуси.

### В структуре сборных
В 2017 году выступал вместе с юниорской сборной на чемпионате мира в Словакии, на котором команда заняла 9 место. На том турнире Толопило стоял в воротах лишь в одном матче, который закончил с плохой статистикой: отразил лишь 60 процентов бросков. За юниорскую сборную также выступал на чемпионате мира в России. На том турнире команда заняла 8 место, а Толопило за четыре матча заработал коэффициент надёжности 5,3.
В сезонах 2017/2018 и 2018/2019 выступал за молодёжную сборную в белорусской экстралиге. Вместо с ней же хоккеист смог выступить на двух молодёжных чемпионатах мира среди команд первого дивизиона. В 2017 году команда заняла 1 место в группе А, а Толопило заработал за три матча коэффициент надёжности 2,56. А в 2019 году сборная заняла второе место в группе А. Тот турнир голкипер закончил с коэффициентом надёжности 3,42.

### КХЛ
Летом 2019 года Толопило подписал двусторонний контракт с клубом КХЛ «Динамо-Минск». Первый раз в заявку попал в сезоне 2019/2020 в матче против команды «Ак Барс». Дебют же состоялся в матче против рижского «Динамо». В том матче голкипер отразил 87,5 процентов бросков. По итогу в том сезоне хоккеист отстоял в воротах шесть матчей, и закончил регулярный сезон с коэффициентом надёжности 3,64. Позже выступал за фарм-клуб «зубров» «Динамо-Молодечно». Следующий сезон Толопило также провёл в стане минского «Динамо». Тогда, в 2020 году, хоккеист защищал ворота в трёх матчах, по итогу которых заработал коэффициент надёжности 2,71. После этого также был командирован в фарм-клуб «Динамо-Молодечно».

### Международная карьера
Сезоны 2021/2022 и 2022/2023 провёл в Швеции, играя в Хокей-Аллсвенскан (второй по силе лиги в шведском чемпионате) за клуб «Сёдертелье».
31 марта 2023 года стало известно, что Толопило подписал контракт новичка сроком на два года вместе с клубом НХЛ «Ванкувер Кэнакс». Был командирован в фарм-клуб «Абботсфорд Кэнакс». В АХЛ хоккеист дебютировал с победы: в матче против «Лаваль Рокет» он отразил 41 из 44 бросков. Сама встреча закончилась со счётом 4:3. В первой половине сезона хоккеист не часто становился в ворота. Однако после того, как вратарь Артур Шилов отправился в основную команду главный тренер всё чаще доверял Толопило место в воротах. По итогу в 35 матчах регулярного чемпионата хоккеист в среднем отражал 90,5 процентов бросков (коэффициент надёжности 2,83). Не раз признавался первой звездой матча.
24 апреля 2024 года хоккеист был вызван в состав основной команды: главный вратарь состава Тэтчер Демко в первом матче плей-офф против «Нэшвилл Предаторз» получил травму. Таким образом он стал третьим вратарем в составе «Ванкувер Кэнакс». В третьей игре первого раунда травму также второй вратарь команды Кейси Десмит. По итогу в четвёртом матче Никита Толопило попал в заявку и стал бэкапом Артура Шилова. Таким образом он стал первым белорусским вратарем, который попал в заявку клуба НХЛ в регулярных чемпионатах и плей-офф. Та встреча закончилась победой в овертайме «Ванкувер Кэнакс» со счётом 4:3. Однако весь тот матч белорусский вратарь провел на скамейке запасных. В пятом матче первого раунда Толопило не смог попасть в заявку: вместо него место запасного вратаря занял травмировавшийся в третей игре Кейси Десмит.
14 апреля 2025 года дебютировал в НХЛ, Толопило вышел в стартовом составе «Ванкувер Кэнакс» на матч с «Сан-Хосе Шаркс», став вторым после Алексея Колосова белорусским вратарем в НХЛ. Всего поучаствовал в двух встречах: процент отраженных бросков — 88.5%, коэффициент надёжности — 2.15. В сезоне-2024/25 в составе фарм-клуба «Ванкувера» в АХЛ «Абботсфорд» стал обладателем Кубка Колдера. В финальной серии «Абботсфорд» переиграл «Шарлотт» со счетом 4-2. 
В июне 2025 года «Ванкувер» сделал игроку квалификационное предложение, решив удержать его в системе клуба. 8 июля продлил контракт с «Ванкувер Кэнакс» на 2 года. В сезоне-2025/26 был подписан на зарплату $775 000 при игре в НХЛ и $230 000 в АХЛ.  

## Манера игры
При росте 197 см Толопило обладает значительным преимуществом в воротах, что позволяет ему закрывать большую часть площади ворот. Однако высокий рост требует от него работы над координацией и скоростью. Толопило анализировал игру других высокорослых вратарей, таких как Василий Кошечкин и Пекка Ринне, чтобы улучшить свои навыки. Он также использует отдельные элементы из игры невысоких вратарей, чтобы адаптировать их под свой стиль.

## Статистика

### Клубная карьера
Источники:

### Международные соревнования
Источники: